# Ordensklinikum Linz
Das Ordensklinikum Linz entstand im Jahr 2017 als Zusammenschluss des Krankenhauses der Elisabethinen und des Krankenhauses der Barmherzigen Schwestern in Linz. Es ist nach dem Kepler Universitätsklinikum und dem Klinikum Wels-Grieskirchen das drittgrößte Spital Oberösterreichs. 
Die Krankenanstalt gehört zu je 50 % der Vinzenz-Gruppe (Barmherzige Schwestern Wien-Gumpendorf) und der die elisabethinen linz-wien gmbh (EvTH, Elisabethinen Linz-Wien).

## Geschichte
Im April 2016 wurde bekanntgegeben, dass mit 1. Jänner 2017 zwei bis dahin separat geführte Ordenskrankenhäuser, die Krankenhäuser der Elisabethinen und der Barmherzigen Schwestern, fusionieren werden.
Es wurde vermutet, dass die Zusammenlegung eine Reaktion auf die Ende 2015 erfolgte Großfusion des Kepler-Uniklinikums (AKH Linz, Landesnervenklinik Wagner Jauregg, Landesfrauen- und Kinderklinik) zur zweitgrößten Anstalt Österreichs war
Die Betreiber dementierten das, es bestehe keine Konkurrenz, sondern Kooperation mit der Johannes Kepler Universität und dem Keplerklinikum, Hauptgrund sei die Synergie: Beide Ordenskrankenhäuser haben ein ähnliches Betreuungsprofil, aber kaum Überschneidungen in den medizinischen Schwerpunkten. Begrüßt wurde die Fusion neben der Landespolitik auch von den Barmherzigen Brüdern Linz, die als direkte Nachbarn der Vizentinerschwestern die Kooperation – eine Fusion war bisher nur an der internen Firmenstruktur gescheitert – nun auch mit den Elisabethinen verstärken können. Auch die  strategische Allianz der Elisabethinen mit dem Landesträger Österreichische Gesundheitsholding (früher gespag) soll fortgesetzt und ausgebaut werden. Auch das Klinikum Wels-Grieskirchen, ebenfalls ein Ordenskrankenhaus der Barmherzigen Schwestern, entstand 2008 als Fusion, desgleichen das Salzkammergut-Klinikum (Bad Ischl, Gmunden, Vöcklabruck) der Landeskrankenhäuser (gespag), das heute in Kooperation mit den Elisabethinen betrieben wird.
Mit zusammen 3.950 Mitarbeiterinnen und Mitarbeitern (gut 2.800 Vollzeitäquivalente) und über 1.100 Betten wurde das Ordensklinikum im Jahr 2017 zum drittgrößten Spital Oberösterreichs nach dem Kepler Universitätsklinikum (1.800 Betten) und dem Klinikum Wels-Grieskirchen (1.200), vor dem Salzkammergut-Klinikum (1.050), das nach LKF-Punkten (Leistungsorientierte Krankenanstaltenfinanzierung) knapp ein Sechstel der medizinischen Leistung im Bundesland (17 %) brachte. Die beiden Häuser versorgen damit jährlich gut 60.000 Patienten stationär, 200.000 in den Ambulanzen und führen fast 22.000 Operationen durch.